# Ciupkowo
Ciupkowo – część wsi Śliwkowo w Polsce położona w województwie kujawsko-pomorskim, w powiecie aleksandrowskim, w gminie Waganiec.
W latach 1975–1998 miejscowość administracyjnie należała do województwa włocławskiego.